# Крекінг-установка у Бейтауні (2018)
Крекінг-установка у Бейтаун – підприємство нафтохімічної промисловості, споруджене у Техасі енергетичним гігантом ExxonMobil.
Установка є однією серед цілого ряду підприємств, котрі виникли у нафтохімічній галузі США внаслідок "сланцевої революції". Великі об'єми видобутку природного газу, багатого на гомологічні наступники метану, дозволили організовувати економічно доцільну сепарацію додаткових обсягів етану, на основі чого почався новий етап виробництва олефінів у Сполучених Штатах Америки.
ExxonMobil вирішила розмістити нові потужності парового крекінгу поряд з вже існуючими піролізними установками – у Бейтауні (місто на східному, протилежному від Х’юстону, березі річки San Jacinto). Установка потужністю 1,5 млн тон етилену на рік досягла механічної готовності на початку 2018-го та, як очікується, буде введена в експлуатацію до середини року. Її продукція призначена для нового заводу з виробництва поліетилену, першу з двох ліній якого запустили в кінці 2017-го у Монт-Бельв'ю (кілька кілометрів на північний схід від Бейтауну).
Варто також відзначити, що у Бейтауні (тільки на іншій його околиці) знаходиться виробничий майданчик компанії Chevron Phillips, де в 2010-х роках так само з'явилась нова установка на етані. 